# ジャン・アロー

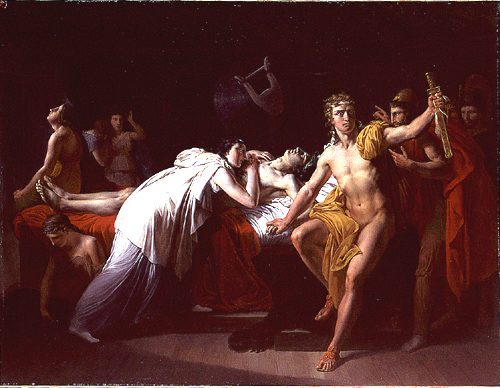
ジャン・アロー作「パトロクロスの死を悼むブリーセーイス」(1815)、パリ国立高等美術学校

ジャン・アロー（Jean Alaux、1786年1月15日 - 1864年3月2日）は、フランスの画家である。歴史画を描き、1846年から在ローマ・フランス・アカデミーの校長を務め「le Romain（ローマ人）」とも呼ばれた。

## 略歴
ボルドーで画家ピエール・ジョセフ・アロー（Pierre-Joseph Alaux）の息子に生まれた。画家になった4人の兄弟の2番目の息子で父親から美術教育を受けた。その後ボルドーの画家ピエール・ラクール（1745-1814）やピエール＝ナルシス・ゲラン（1774-1833）から教育を受けた。1807年にパリの官立美術学校に入学した。1808年からローマ賞に応募するが、兄のジャン＝フランソワ・アロー（Jean-Francois Alaux: 1783–1858）の大作を手伝うことになり、歴史画でローマ賞を受賞したのは1815年になった。1816年から1820年までローマに留学した。
ローマではミシェル・マルタン・ドロラン（1789-1851やフランソワ＝エドゥアール・ピコ (1786- 1868）、レオン・コニエ（1794-1880）や彫刻家のダヴィッド・ダンジェ（1788-1856）とジェームス・プラディエ（1790-1852）、エティエンヌ=ジュール・ラメイ（Étienne-Jules Ramey: 1796-1852）といった芸術家と在ローマ・フランス・アカデミーの同窓で、ドミニク・アングル（1780-1867）の友人になった。
1824年からパリのサロンに出展し、最初に参加した年から1等のメダルを獲得した。7月王政の国王ルイ・フィリップのお気に入りの画家になり、ルーブル美術館の装飾の仕事もした。1828年にレジオンドヌール勲章（シュヴァリエ）を受勲し、1841年にレジオンドヌール勲章（オフィシエ）を受勲した。1846年に在ローマ・フランス・アカデミーの校長に任命された。ジャン・アローが校長を務めた時期は、1848年のフランス二月革命の影響でローマが無政府状態になり翌年成立したローマ共和国はフランス軍によって鎮圧され崩壊した不安定な時期で、アローと生徒たちは、一時的にローマからフランスに逃げなければならなかった。1852年に校長の職を引退した。
1864年のパリで亡くなった。

## 作品

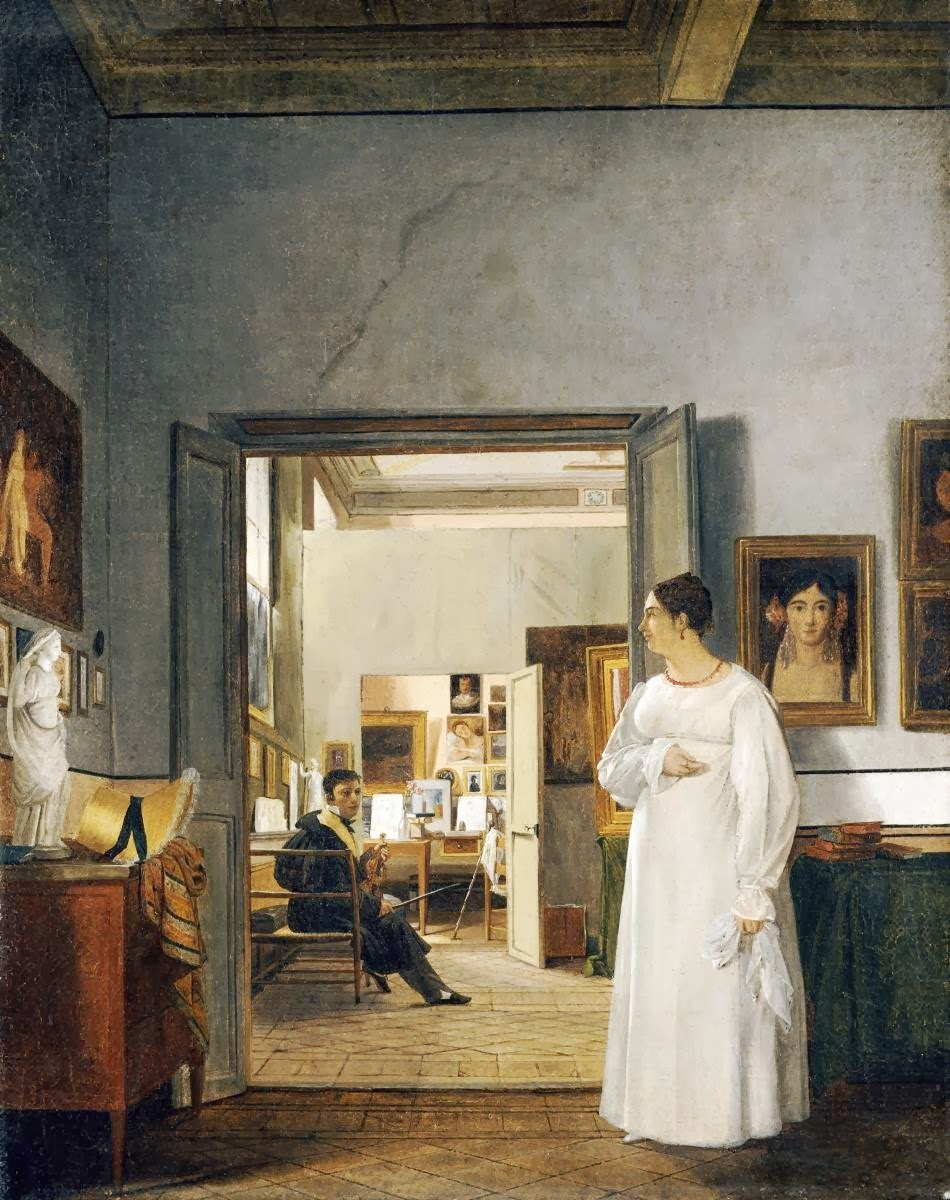
「アングルのアトリエ」(1818) アングル美術館
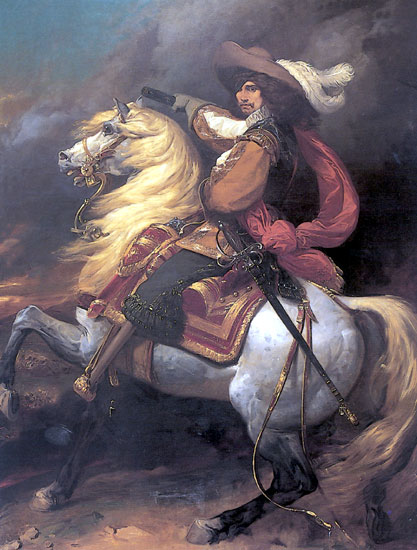
ジョサイアス・ランツァウの肖像画 (1834) ストラスブール美術館
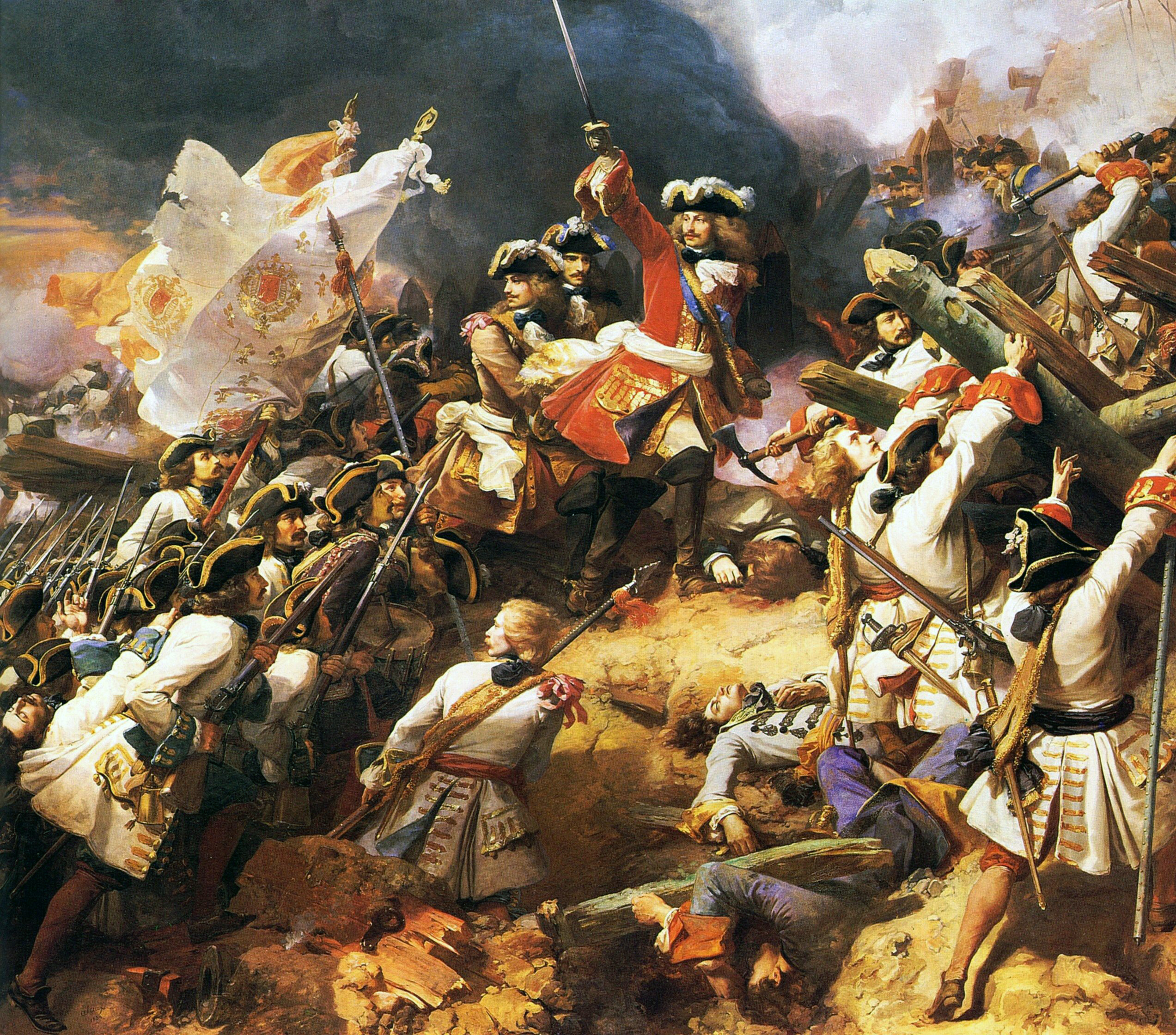
ドナンの戦い (1839) ヴェルサイユ宮殿
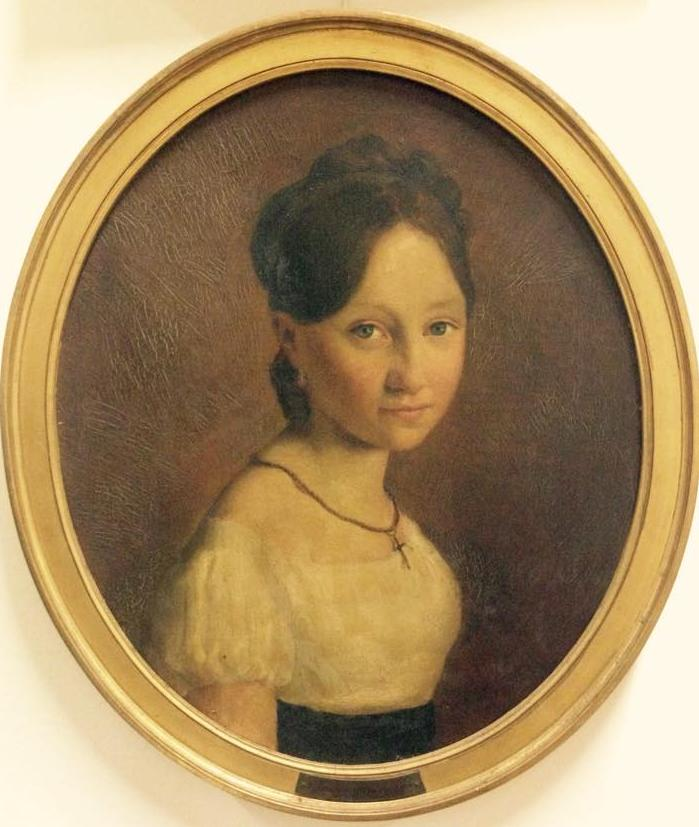
マリー＝ポーリーヌ・ローランの肖像画 ボルドー装飾美術館